# Karl Seitz
Karl Seitz, avstrijski politik, * 4. september 1869, Dunaj, † 3. februar 1950.
Seitz je bil prvi predsednik Avstrije (po razpadu Avstro-Ogrske (1918-1920) in župan Dunaja (1923—1934).